# Мануель Менендес
Мануель Мененндес-і-Горосабель (ісп. Manuel Menéndez; 1793, Ліма — 2 травня 1847, Ліма) — перуанський державний і політичний діяч, кілька разів очолював виконавчу владу Перу, як виконувач обов'язків президента (з 10 серпня по 11 серпня 1844 (2-й раз), з 7 жовтня 1844 по 20 квітня 1845 (3-й раз)). Перший раз очолював Перу з 18 листопада 1841 по 16 серпня 1842, після загибелі Августіна Гамарри, вів переговори про укладення миру з Болівією.